# عدبل
عدبل (به عربی: عدبل) یک منطقهٔ مسکونی در لبنان است که در شهرستان عکار واقع شده‌است. عدبل ۱٫۹۳ کیلومتر مربع مساحت و ۱٬۰۶۵ نفر جمعیت دارد و ۲۷۰ متر بالاتر از سطح دریا واقع شده‌است.